# فلسفة ماركسية
الفلسفة الماركسية لم تكن اختراعًا بل كانت دمجًا بين مادية فيورباخ وجدلية هيجل، وتعتمد الفلسفة الماركسية على ثلاثة قوانين رئيسية، هي: قانون نفي النفي ووحدة صراع المتناقضات وتحول الكم إلى كيف.
سميت بالفلسفة الدياليكتيكية أو المادية الجدلية، وقد زعم الفلاسفة الشيوعيين أن قوانين الدياليكتيك تنطبق على كافة علوم الأرض، بينما لم ينف ذلك الفلاسفة والأساتذة  الأوروبيون. بل قالوا إنها لا تنطبق على العلوم الدقيقة، علمًا بأن انفجار القنبلة الهيدروجينية مثلا يتم في وحدة صراع المتناقضات، وعند التسخين يتم التحول الكمي إلى كيفي ليتم خلق الهيليوم بعملية نفي النفي، ومن خلال تطبيق قوانين الدياليكتيك على التطور التاريخي نتج ما يسمى ب المادية التاريخية وهي ناتج دراسة التطور التاريخي بالمنطق الدياليكتيكي ويعتبر كتاب المادية التاريخية الذي كتبه ستالين من أهم كتب الدراسة التاريخية في الماركسية، وسبقه أنجلز في أهم كتاب حول علوم الاجتماع وفق المنطق الجدلي وهو كتاب أصل العائلة والملكية الخاصة والدولة ومما يؤخذ على الفلسفة الماركسية أنها تدعي بأولوية المادة حيث إن الفكر الماركسي يعتقد أن البناء الفوقي للمجتمع هو ناتج البناء التحتي للمجتمع.وكج

## قوانين الجدلية
تعتمد الفلسفة الماركسية على ثلاث قوانين رئيسية للجدلية (الديالكتيك)، هي: قانون نفي النفي ووحدة صراع المتناقضات وتحول الكم إلى كيف.

### نفي النفي
قانون نفي النفي أحد قوانين الفلسفة الماركسية الثلاثة وأحد اسس المنطق الجدلي حيث لا يوجد شيء مادي باقي بل الحياة في تطور دائم فكل شي للزوال لا يدوم سوى المادة التي لا تفنى حسب نظرية لافوازيه
و من الجدير ذكره أن خصوم الماركسية والذين يطلق عليهم اسم الفلسفة الموضوعية يعتبرون أن المادة انعكاس للوعي وهي في دماغ الإنسان فقط حيث لا يوجد مادة بالمعنى الملموس
و قاعدة نفي النفي هي مكملة لباقي قوانين الجدل حيث أن الصراع أو التفاعل يؤدي للنفي والقاعدة تفاعل مادتين قد تخلق مادة جديدة أو مادتين جديدتين وقد يبقى بقايا للمواد الداخلة في التفاعل لكنها تبقى تحت مبدأ الشاذ لا ينفي القاعدة.

### صراع المتناقضات
يقضي التفكير الجدلي بأن المتناقضات التي تؤثر في بعضها تكون في دائرة واحدة وبأن المتناقضات تكون في وِحدة واحدة، وإلا لما كان الصراع التطوري بالمفهوم الفلسفي طبعا وليس اللغوي.
أمثلة على المتناقضات:
1. العامل وصاحب المصنع وحدة صراعهم هي المعمل.
2. الأب والابن وحدة صراعهما المنزل.
3. الفلاح والإقطاعي في وحدة صراع الأرض.

و من الجدير ذكره أن جوهر الماركسية درس التناقضات التي أدت إلى التطور التاريخي للبشرية عبر ظهور وانقراض الطبقات والتطور الأخلاقي للمجتمع وتجلى ذلك في كتاب البيان الشيوعي في جهد مشترك لكارل ماركس وإنجلز ورأس المال لكارل ماركس وتمت كتابة الكثير من الكتب حول قوانين الدياليكتيك. وأهمهم:
كتاب المادية التاريخية والدياليكتيكة لجوزيف ستالين.

### تحول الكم إلى كيف
مضمون هذا القانون هو ان التزايد التدريجي في التغيرات التي تلحق الكم، والتي تكون أول مرة ضعيفة وغير ملموسة، تؤدي عندما تصل إلى درجة معينة إلى تغيرات في الكيفية الجديدة مقابلة اختلاف الكيفية القديمة. والتحولات التي تطرا في الكم تتم غالبا عبر فترات طويلة ومتقطعة.اما التي تحدث في الكيف فانها تتم دفعة واحدة ومع ذلك قد يحدث التحول البطيئ بتداخل القديم مع الجديد دون الشعور بوجود تغيرات أو تحولات.
ان ماركس يعتبر ان فلسطين حرة التاريخ هو تاريخ الصراع الطبقي الذي يعتبره المحرك الاساسي للتاريخ. ان ما يسميه البناء الفوقي الذي هو الانظمة السياسية، القيم الاجتماعية، والأديان، هي انعكاس للواقع الطبقي والمادي المعاش ان هذا ينسجم مع النزعة المادية لتفسير التاريخ المتناقض مع النزعة المثالية لتفسير الأخير. قام ماركس بقلب ديالكتيك هيغل «رأسا على عقب». ان المادية الجدلية تعتمد أساسا على مفهوم الحركة الدائمة «الذاتية» أي عدم الحاجة إلى محرك خارجي وهي تتعارض مع المادية الكلاسيكية السكونية التي تعتبر أن الفكرة هي انعكاس سكوني للمادة.
من هذا المنطلق فان المادية الجدلية تنفي الحاجة إلى محرك أولي للكون وللحياة ان نظرية النشوء لداروين والنظريات البيولوجية الحديثة تثبت صحة المادية الجدلية.
ان نظريات ما بعد الحداثة التي تشدد على أهمية «شخصانية المعرفة» والتشكيك بموضوعية المعرفة تتحدى المادية الجدلية ولكنها بنفس الوقت تتحدى اسس المعرفة.
ان المادية الجدلية تشدد على موضوعية الوجود وامكانية دراسته باستقلالية عبر المراقبة والاختبار.
لقد حذر لينين لاحقا أن السلاح الأخير في يد الامبريالية والرأسمالية هي أبستمولوجيا المعرفة التي سوف تعمل على هدم الاسس النظرية للمعرفة بسبب فشلها في ربح المعركة الفلسفية والمنطقية مع المادية الجدلية والمادية التاريخية.

## وصلات خارجية
- قوانين الجدل.